# Marcus Täuber

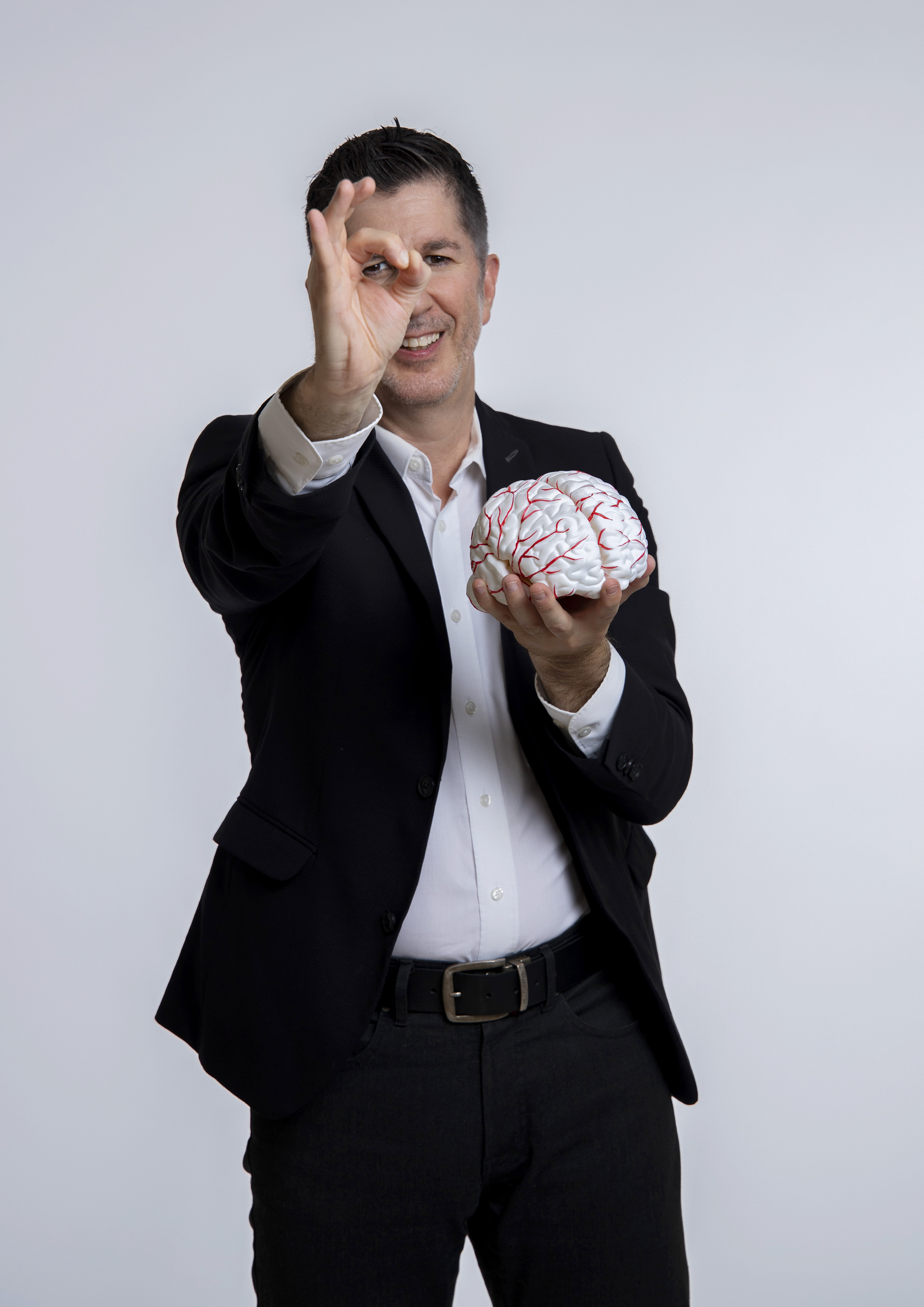
Marcus Täuber

Marcus Täuber (* 9. Oktober 1972 in Wien) ist ein österreichischer Autor, Trainer und Vortragsredner zu Themen der angewandten Hirnforschung.

## Leben und Wirken
Marcus Täuber maturierte 1991 am Bundesrealgymnasium Schuhmeierplatz in Wien und studierte von 1991 bis 1996 Biologie an der Universität Wien. Er promovierte 2000  in Neurowissenschaften an der Universität Regensburg.
Von 2001 bis 2003 untersuchte er in der Forschungsgruppe von Hanns Möhler an der ETH Zürich und der Universität Zürich die Rolle von GABA(A)-Rezeptoren bei Angst, Sedierung und Kognition. Danach arbeitete er in Führungs- und Managementrollen in der pharmazeutischen Industrie, unter anderem als Marketing- und Vertriebsleiter. Er absolvierte Ausbildungen unter anderem zu Hypnose, Meditation und Mentaltraining.
2016 gründete er das Institut für mentale Erfolgsstrategien. In Ausbildungen, Kursen und Keynotes will er Erkenntnisse zu neuronaler Plastizität vermitteln und  diese für Gesundheit, Leben und Wirtschaft nutzbar machen. Er ist Mitorganisator des jährlichen internationalen Kongresses für mentale Stärke in Wien.

## Publikationen

### Bücher (Auswahl)
- Gewinner grübeln nicht. Richtiges Denken als Schlüssel zum Erfolg. Mit Pamela Obermaier, Goldegg Verlag, Berlin/Wien 2016, ISBN 978-3903090705.
- Alles reine Kopfsache. 5 Phänomene aus der Hirnforschung, mit denen Sie alles schaffen was Sie wollen. Mit Pamela Obermaier, Goldegg Verlag, Berlin/Wien 2018, ISBN 978-3990600665.
- Das Prinzip der Mühelosigkeit. Warum manchen alles gelingt und andere immer kämpfen müssen. Mit Pamela Obermaier, Goldegg Verlag, Berlin/Wien 2019, ISBN 978-3990601280.
- Gedanken als Medizin. Wie Sie mit den Erkenntnissen der Hirnforschung die mentale Selbstheilung aktivieren. Goldegg Verlag, Berlin/Wien 2020, ISBN 978-3990601525.[9]
- Falsch gedacht: Wie Gedanken uns in die Irre führen – und wie wir mit mentaler Intelligenz zu wahrer Stärke gelangen. Goldegg Verlag, Berlin/Wien 2021, ISBN 978-3990602089.

### Hörbücher (Auswahl)
- Alles reine Kopfsache! 5 Phänomene aus der Hirnforschung, mit denen Sie alles schaffen, was Sie wollen. Spotify und Audible, 2020.
- Das Prinzip der Mühelosigkeit. Warum manchen alles gelingt und andere immer kämpfen müssen. Spotify und Audible, 2020.
- Gedanken als Medizin. Wie Sie mit den Erkenntnissen der Hirnforschung die mentale Selbstheilung aktivieren. Spotify und Audible, 2020.